# Wellcome Trust Sanger Institute
El Wellcome Trust Sanger Institute o Instituto Sanger de Cambridge (anteriormente conocido como The Sanger Centre) es una institución sin ánimo de lucro británica dedicada a la investigación genómica y genética. Fue fundada inicialmente por la organización británica para la salud Wellcome Trust y se llama así en honor a Frederick Sanger, doble ganador del Premio Nobel de Química en 1958 y 1980. 
Esta institución colabora en el Proyecto UK10K, que es uno de los proyectos más ambiciosos de secuenciación masiva (NGS) hasta la fecha, en el cual se han analizado 10 000 genomas de personas británicas, tanto sanas como enfermas. 